# 丹妮·艾凡斯
丹妮·艾凡斯（英語：Danielle Evans，新名為Dani Evans，1985年6月7日—）為美國模特兒，她於2006年5月贏得全美超級模特兒新秀大賽第六季的冠軍，是繼第三季的冠軍伊娃·佩霍後第二名非裔女性勝出。

## 比賽前
丹妮在參加比賽前，只是個褓姆兼Abercrombie & Fitch服飾品牌代表。

## 超模新秀大賽
比賽表現中丹妮並無亞軍鍾妮·德斯的總成績來得好，並且有嚴重的鄉音和口齒不清造成表達困難，但節目中評判時曾因為穿了奪命高跟鞋凳天高而扭傷了右腳的小指，但沒喊痛，受傷後也對著評判報以一個微笑；出國後因身體不適送醫失去小挑戰機會，出院後馬上於困難的騎象拍攝中拍出好照片，其事業心和樂觀態度受到評審的贊賞。
她最後贏得全美超級模特兒新秀大賽第六季的冠軍，獲得與CoverGirl Cosmetics十萬塊美金的合約、Ford Models經紀公司的合約以及替《Elle》雜誌拍攝照片的機會。

## 外部連結
- 丹妮的MySpace（fans自製）（页面存档备份，存于）
- 丹妮的ANTM資料（页面存档备份，存于）

| 前任： 妮歌·寧列特 | 全美超模新秀冠軍 第六季 | 繼任： 嘉莉迪·恩格列斯 |